# Верхний Средний Запад

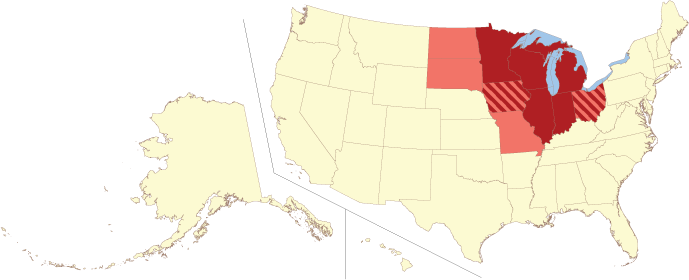
Красным цвет обозначены штаты, входящие в Верхний Средний Запад

Верхний Средний Запад (англ. Upper Midwest) — регион, расположенный в северной части Среднего Запада США. Это самый значимый регион на Среднем Западе. Чаще всего к этому региону определяют штаты Висконсин, Мичиган, Южная Дакота, Северная Дакота, Айова, северную часть Иллинойса и восточную часть Небраски.

## Климат
Этот регион имеет самую большую амплитуду изменений между летними и зимними температурами в Западном полушарии. Лето очень жаркое, а зима очень холодная. Например, в Су-Фолсе каждый год в среднем имеет 25 дней температуру выше 90 °F (32 °C) и 45 дней в году с температурой ниже 5 °F (-15 °C) . А город Митчелл имеет рекордно высокие 116 °F (47 °C) и рекордно низкие −39 °F (-39 °C) температуры. Вегетационный период короче, холоднее и суше, чем в областях на юге и востоке.

## Языки
Северный центральный американский диалект (также известный как «язык Верхнего Среднего Запада») является разновидностью американского варианта английского языка и на нём говорят в штате Миннесота, части штатов Висконсин и Айова, штате Мичиган, части штата Монтана, в Северной и Южной Дакотах.

## Политика
Долгое время Средний Запад был оплотом Республиканской партии. В 1920-х годах республиканцев на время потеснила Прогрессивная партия. После её распада в регионе были популярны Демократическая партия США и умеренное крыло Республиканской. Когда в 1984 году Рональд Рейган выиграл выборы президента, Миннесота поддержала Уолтера Мондейла. Мичиган, Иллинойс, Айова также часто отдают предпочтение кандидатам от демократов. На Верхнем Среднем Западе также присутствуют не определившиеся штаты, такие как Огайо и Миссури.